# Palacio de las Necesidades
El Palacio de las Necesidades (en portugués: Palácio das Necessidades) es un edificio ubicado en Lisboa, sede del Ministerio de Negocios Extranjeros de Portugal.

## Historia
Fue construido a principios del siglo XVIII por orden del rey Juan V. Este mandó construir el palacio, como muestra de gratitud, junto a una antigua ermita donde se encontraba la imagen de Nuestra Señora de las Necesidades (Nossa Senhora das Necessidades), a quien se encomendó para ser curado de las dolencias que padecía.
Durante el siglo XVIII en este palacio estuvo instalada la embajada de España. Uno de los embajadores españoles, Carlos José Gutiérrez de los Ríos, se inspiró en la fachada del Palacio de las Necesidades para construir el palacio de Fernán Núñez (Córdoba).